# سیارک ۶۷۳۶
سیارک ۶۷۳۶ (به انگلیسی: 6736 Marchare، نامگذاری:1993EF) شش هزار و هفتصد و سی و ششمین سیارک کشف شده‌است که در ۱ مارس ۱۹۹۳ کشف شد.
قدر مطلق سیارک برابر ۱۴٫۰۰ است.